# 24 (phim truyền hình)
24 là một bộ phim truyền hình hành động, gián điệp, chính trị dài tập của Mỹ được sản xuất và phát sóng trên kênh Fox, ý tưởng phim do Joel Surnow và Robert Cochran đồng sáng tạo. Nam diễn viên Kiefer Sutherland là người thủ vai chính Jack Bauer trong phim, một đặc vụ chống khủng bố. Mỗi phần phim gồm có 24 tập, tương ứng 24 giờ trong cuộc đời của Bauer, sử dụng phương pháp tường thuật thời gian thực. Được phát sóng lần đầu tiên vào ngày 6 tháng 11 năm 2001, trải qua 8 phần bộ phim đã phát sóng 192 tập. Tập cuối cùng trong phần 8 được phát sóng vào ngày 24 tháng 5 năm 2010. Thêm vào đó, tập phim 24: Redemption được phát sóng giữa phần 6 và 7 vào ngày 23 tháng 11 năm 2008. 24 đã trở lại với 12 tập phim đặc biệt trong 24: Live Another Day, lên sóng từ ngày 5 tháng 5 tới ngày 14 tháng 7 năm 2014. Kiefer Sutherland không trở lại trong loạt phim ngoại truyện là 24: Legacy và có một dàn diễn viên và nhân vật hoàn toàn mới. Phim được công chiếu vào ngày 5 tháng 2 năm 2017, ngay sau trận Super Bowl LI. Sau khi 24: Legacy bị ngừng sản xuất vào tháng 6 năm 2017, Fox xác nhận rằng họ đang lên kế hoạch phát triển một hướng đi mới cho loạt phim.
Đặc vụ Bauer làm việc cho tổ chức Counter Terrorist Unit (tạm dịch là Đơn vị chống khủng bố) tại Los Angeles. Bauer là một đặc vụ đầy kinh nghiệm và thành thạo trong cách tiếp cận cũng như tra khảo những đối tượng khủng bố nguy hiểm, nhưng đôi khi những cách này cũng rất tàn bạo. Hầu hết trong suốt cả loạt phim, yếu tố cốt truyện chính diễn ra giống như một bộ phim về chính trị. Còn cốt truyện điển hình trong phim là Bauer luôn phải chạy đua với thời gian trong nỗ lực ngăn chặn nhiều âm mưu khủng bố khác nhau bao gồm: âm mưu ám sát tổng thống, vũ khí hủy diệt hàng loạt, khủng bố bằng vũ khí sinh học, tấn công mạng Internet,... cũng như những âm mưu đối phó với chính phủ và tham nhũng.
24 đã nhận được những lời khen ngợi từ phía các nhà phê bình phim cũng như khán giả truyền hình cùng với đó là hàng loạt giải thưởng qua các phần phim. Khi phần 8 kết thúc, 24 đã trở thành bộ phim truyền hình về gián điệp và chống khủng bố dài nhất nước Mỹ, vượt qua cả hai loạt phim truyền hình trong thập niên 1960 là Mission: Impossible và The Avengers.

## Tổng quan

### Tiền đề
24 là một bộ phim truyền hình dài tập có sự tham gia của nam diễn viên Kiefer Sutherland trong vai chính Jack Bauer. Phim tập trung vào đơn vị chống khủng bố CTU (Counter Terrorist Unit) và những nỗ lực của họ trong việc bảo vệ nước Mỹ khỏi các âm mưu khủng bố. Mỗi tập phim đều đi theo sau bước chân của đặc vụ Bauer, và các âm mưu khủng bố đằng sau những sự kiện trong ngày, thường diễn ra cùng lúc. Độ dài của mỗi tập là khoảng 45 phút, miêu tả các sự kiện theo thời gian thực. Để nhấn mạnh những sự kiện đó diễn ra liên tục, một đồng hồ được hiển thị ở một số thời điểm trong phim, và có những phân cảnh được chia ra trong suốt chiều dài mỗi tập, một kỹ thuật được sử dụng để miêu tả nhiều cảnh phim xảy ra cùng một lúc.

### Tóm lược nội dung từng phần
Phần 1 bắt đầu và kết thúc lúc nửa đêm vào ngày vận động bầu cử bang California. CTU nhận được thông tin tình báo về một âm ưu ám sát Thượng nghị sĩ David Palmer. Jack Bauer trực tiếp tham gia vào quá trình điều tra và bảo vệ thượng nghị sĩ Palmer đồng thời phải giải cứu gia đình của mình từ những kẻ chịu trách nhiệm cho vụ ám sát đó, những kẻ tìm kiếm sự trả thù vì sự tham gia của Jack và Palmer vào một chiến dịch bí mật của Mỹ ở khu vực Balkan.
Phần 2 diễn ra 18 tháng sau các sự kiện trong phần 1, bắt đầu và kết thúc vào lúc 8 giờ sáng. Jack phải ngăn chặn một quả bom hạt nhân phát nổ ở Los Angeles, sau đó phải hỗ trợ Tổng thống David Palmer trong việc chứng minh ai là kẻ chịu trách nhiệm về các mối đe dọa khủng bố. Đây là điều cần thiết để tránh gây ra một cuộc chiến tranh vô căn cứ giữa Mỹ và ba nước Trung Đông.
Phần 3 diễn ra 3 năm sau các sự kiện trong phần 2, bắt đầu và kết thúc vào lúc 1 giờ chiều. Jack phải thâm nhập vào một băng đảng ma túy ở Mexico để lấy lại một loại virus chết người được bán trên chợ đen. Trong khi đó, Palmer đang nỗ lực né tránh những bê bối chính trị có thể khiến ông không thể tranh cử tổng thống nhiệm kì 2. Sau đó, Jack và Palmer phải hợp tác với tên khủng bố Stephen Saunders, người nắm giữ toàn bộ số virus và ngăn chặn trước khi hắn thả chúng tại nhiều thành phố lớn của nước Mỹ.
Phần 4 diễn ra 18 tháng sau các sự kiện trong phần 3, bắt đầu và kết thúc vào lúc 7 giờ sáng. Jack phải giải cứu Bộ trưởng Quốc phòng James Heller và con gái của ông ấy, Audrey Raines (người mà Jack đang có quan hệ tình cảm) khi họ bị bắt cóc bởi những tên khủng bố. Tuy nhiên, Habib Marwan lợi dụng điều này như một biện pháp đánh lạc hướng hòng lên kế hoạch tấn công nước Mỹ, và Jack buộc phải dùng các phương pháp không chính thống để ngăn chặn hắn ta, dẫn đến những hậu quả lâu dài cho cả Jack lẫn Hoa Kỳ.
Phần 5 diễn ra 18 tháng sau các sự kiện trong phần 4, bắt đầu và kết thúc vào lúc 7 giờ sáng, y hệt như phần trước. Jack được cho là đã chết ngoại trừ một vài người bạn thân của mình. Anh buộc phải xuất hiện trở lại khi những người biết anh còn sống bị giết và anh bị đổ tội bởi những tên khủng bố có liên hệ với chính phủ Mỹ. Việc mua các loại khí ga thần kinh để bảo vệ lợi ích dầu mỏ của Mỹ tại châu Á bị phá sản, và Jack phát hiện ra một âm mưu chính trị có liên quan trực tiếp đến Tổng thống Charles Logan trong nỗ lực ngăn chặn những tên khủng bố tấn công nước Mỹ bằng khí ga mà chúng đánh cắp được. Sau đó, Jack bị Cheng Zhi, người đã phát hiện ra anh vẫn còn sống, bắt cóc làm tù nhân chính trị. Phim kết thúc với việc Jack bị trói và đánh đập trên một chiếc tàu chở hàng tiến thẳng đến Trung Quốc.
Phần 6 diễn ra 20 tháng sau các sự kiện trong phần 5, bắt đầu và kết thúc vào lúc 6 giờ sáng. Jack được thả sau khi bị giam cầm trong một nhà tù ở Trung Quốc sau những sự kiện trong phần trước. Bọn khủng bố có một mối thù truyền kiếp với Jack và âm mưu kích hoạt các vali đựng thiết bị hạt nhân trên nước Mỹ và Jack phải ngăn chặn chúng. Sau đó, Jack buộc phải chọn lựa giữa những người mình yêu thương và an ninh của Quốc gia khi Trung Quốc tìm cách gây ra một cuộc chiến tranh giữa Mỹ và Nga.
Redemption diễn ra 42 tháng sau các sự kiện trong phần 5, bắt đầu và kết thúc vào lúc 3 giờ chiều. Jack bị cuốn vào một cuộc đảo chính quân sự tại đất nước Sangala của châu Phi. Các chiến binh nhận được sự cung cấp, hỗ trợ từ phía các quan chức Mỹ, nơi Allison Taylor được tuyên thệ nhậm chức Tổng thống Hoa Kỳ, và trở thành người phụ nữ đầu tiên trong lịch sử đất nước ngồi vào phòng Bầu dục.
Phần 7 diễn ra 65 ngày sau các sự kiện trong Redemption, bắt đầu và kết thúc vào lúc 8 giờ sáng. Khi hầu hết các cơ quan an ninh Hoa Kỳ đều bị nội gián, Jack buộc phải họp tác với Renee Walker, một đặc vụ FBI cùng với các người bạn cũ của mình để tìm ra những kẻ tham nhũng trong chính quyền của Tổng thống Taylor, những người đã hỗ trợ cho lực lượng của Tướng quân Benjamin Juma tấn công nhà Trắng và bắt giữ tổng thống Taylor. Sau đó bà bị ép buộc bởi một tổ chức quân sự tư nhân trong một nỗ lực để phát tán các loại vũ khí sinh học trên đất Mỹ. Jack phải ngăn chặn các cuộc tấn công đấy để những kẻ âm mưu phải thất bại trong việc củng cố quyền lực của chúng tại các cấp chính phủ.
Phần 8 diễn ra 18 tháng sau các sự kiện trong phần 7, bắt đầu và kết thúc vào lúc 4 giờ chiều. Jack được đưa đến trụ sở CTU ở New York để ngăn chặn ra một âm mưu ám sát nhà lãnh đạo Hồi giáo Omar Hassan bởi người Nga trong lúc diễn ra các cuộc đàm phán hòa bình với Tổng thống Mỹ Allison Taylor. Kế hoạch dự phòng của Nga liên quan đến việc tái tạo một loại bom bẩn, mà những kẻ hồi giáo cực đoan đe dọa sẽ phát nổ trừ phi Hassan được bàn giao qua cho chúng. Sau đó, Jack tìm cách trả thù cho những mất mát cá nhân sau khi Charles Logan thuyết phục Allison Taylor tìm cách che đậy những tội ác để bảo vệ hiệp ước hòa bình. Cuối cùng, Jack trở thành kẻ chạy trốn khỏi chính phủ Mỹ và Nga và biến mất kể từ đó.
Live Another Day diễn ra 4 năm sau các sự kiện trong phần 8, bắt đầu và kết thúc vào lúc 11 giờ sáng. Jack Bauer tái xuất tại thủ đô London và nhờ đến sự giúp đỡ của Chloe O'Brian cũng như đặc vụ CIA là Kate Morgan nhằm nỗ lực ngăn chặn âm mưu ám sát Tổng thống James Heller bởi Margot Al-Harazi. Sau đó, Jack phải ngăn chặn một kẻ thù cũ và một nhà ngoại giao Nga muốn châm ngòi cho một cuộc chiến tranh giữa Mỹ và Trung Quốc. 12 tiếng sau, Jack tự giao nộp mình cho người Nga, để đổi lấy sự tự do và an toàn cho Chloe và gia đình của mình.
Legacy diễn ra 3 năm sau các sự kiện trong Live Another Day, bắt đầu và kết thúc vào lúc 12 giờ trưa và theo dấu chân của Eric Carter, một cựu lính Biệt kích sau khi dẫn đầu một nhiệm vụ tiêu diệt tên trùm Sheik Ibrahim bin-Khalid, đã trở thành mục tiêu của những kẻ khủng bố để trả thù cho cái chết của bin-Khalid. Carter và CTU cũng được giao nhiệm vụ ngăn chặn những kẻ khủng bố thực hiện một cuộc tấn công quy mô lớn.

## Sản xuất

### Ý tưởng sáng tạo
Ý tưởng cho loạt phim bắt nguồn từ nhà sản xuất Joel Surnow, người ban đầu có ý định làm một chương trình truyền hình với 24 tập mỗi phần. Mỗi phần sẽ có độ dài một giờ, diễn ra trong suốt một ngày. Ông đã thảo luận ý tưởng phim qua điện thoại với nhà sản xuất Robert Cochran, người đã phản ứng lại rằng: "Quên đi, đó là ý tưởng phim tồi tệ nhất mà tôi từng nghe, nó quá khó và sẽ không bao giờ có thể trở thành hiện thực". Họ gặp nhau vào ngày hôm sau tại International House of Pancakes ở Woodland Hills, Los Angeles để thảo luận ý tưởng về loạt phim truyền hình thuộc thể loại hành động, gián điệp sử dụng phương pháp tường thuật thời gian thực, tạo ra những tình huống căng thẳng kịch tính trong việc chạy đua với thời gian.
Tập phim thí điểm của 24 đã được Fox ngay lập tức mua bản quyền và sản xuất. Họ cảm thấy rằng ý tưởng cho bộ phim rất thú vị vì chưa từng có loạt phim nào có công thức như vậy. Tập phim đầu tiên có ngân sách 4 triệu đô và được quay vào tháng 3 năm 2001. Hậu trường của CTU bước đầu đã được thực hiện trong một văn phòng của Fox Sports, và sau đó được tái tạo lại ở một địa điểm khác. Bộ phim ban đầu được cho là quay ở Toronto, nhưng do sự thay đổi thời tiết ở Canada nên sau đó Los Angeles đã được chọn làm địa điểm quay phim.
Tập thí điểm của loạt phim đã được đón nhận nhiệt tình bởi các nhà phê bình, và ban đầu được trình chiếu 13 tập phim. Việc sản xuất phim được bắt đầu vào tháng 7 năm 2001, và được lên kế hoạch khởi chiếu vào ngày 30 tháng 10, nhưng do sự kiện 11 tháng 9 xảy ra, nên hãng Fox quyết định dời lại đến ngày 6 tháng 11. Sau ba tập đầu tiên phát sóng, Fox bật đèn xanh để quay 11 tập phim còn lại. Khi Kiefer Sutherland nhận được giải thưởng Quả cầu vàng, hãng phim đã quyết định chiếu hết tất cả 24 tập trong phần 1.

### Thiết kế

Một ví dụ về phương pháp chia màn hình với đồng hồ đang chạy trong 24, hình ảnh từ tập 4 trong Live Another Day

Mặc dù không phải là loạt phim đầu tiên làm điều này, nhưng 24 vẫn muốn thực hiện ý tưởng về thời gian thực. Ý tưởng này bắt đầu khi nhà sản xuất Joel Surnow nghĩ đến việc làm một bộ phim truyền hình có "24 tập trong một phần, với độ dài một giờ". Điều này khiến họ quyết định làm một show truyền hình có nội dung về việc "chạy đua với thời gian". Mỗi tập phim diễn ra trong suốt một giờ, với thời gian tiếp tục trôi qua trong lúc đang chiếu quảng cáo. Thời gian chính xác được biểu hiện bằng đồng hồ hiển thị kỹ thuật số ở đầu và cuối của mỗi phân đoạn. Cách thức những sự kiện trần tục, chẳng hạn như di chuyển, đôi khi diễn ra trong thời gian quảng cáo, do đó những sự kiện này phần lớn không nhìn thấy. Thời gian câu chuyện tương quan với thời gian xem trôi qua nếu tập phim được phát sóng với quảng cáo của khoảng chèn tại các điểm quy định bởi các tập phim. Cùng với việc mô tả các sự kiện trong thời gian thực, 24 không sử dụng kỹ thuật slow motion. Bộ phim cũng không sử dụng những đoạn hồi tưởng, ngoại trừ một lần trong tập cuối cùng của phần 1. Nếu xem liên tục mà không có quảng cáo, thì mỗi phần sẽ có thời lượng xấp xỉ 17 tiếng. Như một kết quả của tính chất thời gian trong phim, một số tín hiệu hình ảnh được chiếu lên màn hình.
Một ý tưởng khác trong 24 là việc sử dụng phương pháp chia màn hình, và bởi vì chính yếu tố thời gian thực trong phim, nên nó đã được sử dụng để theo dõi cuộc phiêu lưu song song và hỗ trợ trong việc kết nối các nhân vật khác nhau trên phim. Phương pháp còn được các nhà sản xuất sử dụng để chỉ cho khán giả thấy nơi phải tập trung xem, như là câu chuyện phụ thường diễn ra bên ngoài cốt truyện chính. Ý tưởng sử dụng màn hình chia là một yếu tố nghệ thuật quan trọng được đưa vào bộ phim từ đây.
Yếu tố chính được sử dụng trong loạt phim này là ý tưởng về một chiếc đồng hồ đang chạy. Điều này ban đầu được đề ra bởi Joel Surnow, người muốn khán giả luôn luôn biết được giờ giấc trong dòng thời gian hư cấu của phim. Điều này đã được thực hiện bởi một đồng hồ kỹ thuật số trên màn hình xuất hiện trước và sau khi quảng cáo, và một đồng hồ nhỏ hơn cũng xuất hiện ở các thời điểm khác nhau trong câu chuyện. Thời gian được thể hiện trong thế giới hư cấu của câu chuyện. Khi đồng hồ chạy được thể hiện toàn màn hình, một chiều dao động của tiếng bíp (giống như loại bom hẹn giờ) cho mỗi giây thường có thể nghe được. Trong những dịp hiếm hoi, đồng hồ im lặng được sử dụng. Điều này thường diễn ra sau cái chết của một nhân vật chính nào đó hoặc là một sự kiện kịch tính khác đáng kể.

### Bối cảnh
Sáu phần đầu tiên của loạt phim thường có bối cảnh chủ yếu diễn ra tại Los Angeles và các vùng lân cận ở California. Những địa điểm khác như Washington, D.C. cũng xuất hiện làm bối cảnh trong phần 4, 6 và 7. Phần 8 diễn ra tại thành phố New York, và tập phim Redemption được quay tại Nam Phi, lấy bối cảnh chủ yếu tại Quốc gia châu Phi hư cấu mang tên Sangala.
Phim trường chính của loạt phim là tổ chức hư cấu Counter Terrorist Unit. Văn phòng gồm có hai bộ phận chính: Field Operations (Điều hành nhiệm vụ) liên quan tới việc đối đầu và bắt giữ nghi phạm, và Communications (Liên lạc thông tin) liên quan đến việc thu thập thông tin tình báo và hỗ trợ những người làm việc trong phòng Điều hành nhiệm vụ. Các văn phòng CTU được thành lập ở các thành phố khác nhau với các đơn vị thường báo cáo lên Quận. Trong khi CTU là một cơ quan hư cấu, một số đơn vị có tên hay nhiệm vụ tương tự, như National Counterterrorism Center (Trung tâm chống khủng bố Quốc gia) đã xuất hiện kể từ khi 24 khởi chiếu trên truyền hình.
Hậu trường của CTU ban đầu được quay tại một văn phòng của Fox Sports, sau đó được tái tạo trong một studio ở Woodland Hills sau khi bộ phim được chọn. Phim trường y hệt nhau được sử dụng cho 3 phần đầu tiên nhưng việc sản xuất được chuyển đến một nhà máy bút chì cũ ở Chatsworth trước khi phần 4 bắt đầu và được thiết kế lại. Nó được thiết kế lại một lần nữa trước khi phần 8 bắt đầu. Các phim trường khác của bộ phim cũng đã được xây dựng ở đây, chẳng hạn như nhà nghỉ của Tổng thống Charles Logan xuất hiện trong phần 5 và 6, và boong-ke của Nhà Trắng trong phần 4 và 6.

### Kết thúc loạt phim
Vào ngày 26 tháng 3 năm 2010 một tuyên bố được ban hành từ Fox nói rằng phần 8 sẽ là phần cuối cùng của loạt phim gốc. Kiefer Sutherland nói rằng:
| “ | Đây là vai diễn để đời, và tôi sẽ không bao giờ có thể quên được công ơn của những người làm ra nó. Trong khi kết phim mang cảm xúc buồn vui lẫn lộn, chúng tôi luôn muốn 24 kết thúc một cách cao trào, do đó chúng tôi quyết định phần 8 là phần cuối cùng trong loạt phim. Điều này như là kết quả của những nỗ lực mà chúng tôi bỏ ra từ các nhà biên kịch cho đến các Diễn viên, đoàn làm phim tuyệt vời và mọi người tại Fox. Hướng tới tương lai, Howard Gordon và tôi rất vui mừng về những cơ hội để tạo ra phiên bản phim điện ảnh của 24. Nhưng khi tất cả nói đã kết thúc, fan hâm mộ trung thành trên toàn thế giới tạo khả năng cho tôi có cơ hội trải nghiệm việc thủ vai Jack Bauer, và tôi luôn luôn biết ơn họ. | ” |

Giám đốc sản xuất Howard Gordon cũng là một phần trong quyết định này. Ông đã nói rằng:
| “ | Kiefer và tôi luôn yêu quý từng phút làm 24, nhưng tất cả chúng tôi đều tin rằng bây giờ là thời điểm thích hợp để gọi nó là"một ngày". Tôi xin nhắc lại lòng biết ơn của mình đối với đội ngũ sáng tạo tuyệt vời của loạt phim, cũng như hãng phim và kênh truyền hình đã luôn luôn tin tưởng và ủng hộ chúng tôi tuyệt đối. | ” |

Peter Rice, Chủ tịch giải trí tại Fox Networks Group nói rằng: "24 hơn cả một chương trình truyền hình – nó đã định nghĩa lại thể loại phim chính kịch và tạo ra một trong những biểu tượng phim ảnh được ngưỡng mộ nhất trong Lịch sử truyền hình". Kevin Reilly, Chủ tịch giải trí tại Fox Broadcasting Company nói thêm rằng: "Chúng tôi vô cùng tự hào về loạt phim đột phá này và sẽ mãi mãi biết ơn Kiefer, các nhà sản xuất, dàn Diễn viên và đoàn làm phim vì mọi thứ mà họ đã đưa vào 24 trong những năm qua. Nó thực sự là 8 phần phim tuyệt vời và không thể nào quên được."
Tập phim cuối cùng của phần 8 được chiếu vào ngày 24 tháng 5 năm 2010.

### Phương tiện truyền thông khác
Một số lượng đáng kể các phương tiện truyền thông liên quan đến bộ phim đã được tạo ra, bao gồm loạt spin-off được phân phối trên Internet như là The Rookie và 24: Conspiracy cũng như trò chơi điện tử. Phương tiện truyền thông khác bao gồm những hành động của một số nhân vật chính, nhạc phim từ cả series và trò chơi điện tử, và một số tiểu thuyết bao gồm các sự kiện khác nhau không nằm trong loạt phim. Ngoài ra, một số cuốn sách được tạo ra, cũng như những cuốn sách đằng sau hậu trường có chứa thông tin về làm thế nào bộ phim được tạo ra.

### Hồi sinh loạt phim
Tháng 5 năm 2013, Deadline.com đưa tin rằng Fox đang cân nhắc về việc hồi sinh loạt phim 24 dựa trên ý tưởng của Howard Gordon, sau khi những nỗ lực trong việc sản xuất phiên bản phim điện ảnh thất bại cũng như loạt phim Touch của Kiefer Sutherland bị ngừng sản xuất. Trong tuần tiếp theo, 24: Live Another Day được Fox công bố, một phần phim đặc biệt có 12 tập với sự trở lại của nhân vật Jack Bauer. Tổng giám đốc điều hành của Fox là Kevin Reilly nói rằng loạt phim về cơ bản sẽ đại diện cho 12 tiếng "quan trọng nhất" trong một phần điển hình của 24, với việc bỏ qua 12 tiếng còn lại khi cần thiết. Việc sản xuất phim được cho là có "một phạm vi lớn với tài năng và ngân sách hàng đầu."
Trong tháng 6 năm 2013, Jon Cassar được thông báo rằng đã ký kết để điều hành sản xuất và đạo diễn nhiều tập trong Live Another Day. Các nhà sản xuất và viết kịch bản Robert Cochran, Manny Coto và Evan Katz cùng với nhà soạn nhạc Sean Callery cũng đã được công bố là sẽ trở lại loạt phim.
Mary Lynn Rajskub được công bố là Diễn viên thứ hai trở lại loạt phim với vai Chloe O'Brian. Trong tháng 10 năm 2013, Kim Raver và William Devane được xác nhận là sẽ trở lại vai diễn Audrey Raines và James Heller của họ. Các Diễn viên mới tham gia vào loạt phim gồm có Michael Wincott trong vai Adrian Cross, một tin tặc khét tiếng; Gbenga Akinnagbe và Giles Matthey trong vai đặc vụ CIA Erik Ritter & Jordan Reed. Benjamin Bratt trong vai Steve Navarro, trưởng bộ phận CIA truy tìm Bauer ở London. Yvonne Strahovski trong vai Kate Morgan, một đặc vụ tác chiến "xuất sắc nhưng bốc đồng" của CIA tại London và Stephen Fry trong vai Thủ tướng Anh Alastair Davies. Trong tháng 10 năm 2013, phim được xác nhận sẽ có bối cảnh và khởi quay tại London, Anh Quốc.
24: Live Another Day khởi chiếu vào ngày 5 tháng 5 năm 2014 trên kênh truyền hình Fox. Bối cảnh phim diễn ra 4 năm sau các sự kiện trong phần 8 và vẫn giữ nguyên ý tưởng tường thuật thời gian thực ban đầu: Cốt truyện chính được diễn ra từ 11:00 sáng cho đến 10:50 tối, với từng tập phim tương ứng với một giờ; tuy nhiên, phần kết của tập cuối cùng có giai đoạn bỏ qua 12 tiếng cho phép phim hoàn tất đầy đủ 24 giờ trong một ngày.

### Ngoại truyện
Vào tháng 1 năm 2015, một phần phim khác của 24 được phát triển bởi các nhà sản xuất Howard Gordon, Evan Katz, Manny Coto và Brian Grazer, sẽ xoay quanh một nhóm các nhân vật phụ chứ không chỉ riêng là Kiefer Sutherland trong vai chính. Tháng Giêng năm 2016, Fox công bố việc thực hiện tập Pilot cho loạt phim ngoại truyện có tựa đề là 24: Legacy với một dàn diễn viên hoàn toàn mới và không có các nhân vật cũ trở lại, ngoại trừ Tony Almeida (Carlos Bernard). Bộ phim vẫn giữ nguyên phương pháp tường thuật thời gian thực, tuy nhiên chỉ với 12 tập, phim tiếp tục sử dụng giai đoạn bỏ qua thời gian 12 tiếng để hoàn tất những sự kiện diễn ra trong cùng một ngày như những gì mà Live Another Day đã làm trước đó. Stephen Hopkins, người đạo diễn tập Pilot ban đầu của 24 và một vài tập trong phần đầu tiên, sẽ đạo diễn tập Pilot của Legacy. Jon Cassar cũng sẽ trở lại để đạo diễn và sản xuất 6 trong 12 tập phim. Corey Hawkins và Miranda Otto sẽ vào vai hai nhân vật chính: Eric Carter, một anh hùng vừa trở về quê hương và Rebecca Ingram, cựu Giám đốc của CTU. Phim được ra mắt vào ngày 5 tháng 2 năm 2017, ngay sau trận Super Bowl LI. Vào tháng 6 năm 2017, phim đã bị ngừng sản xuất chỉ sau phần đầu tiên.

### Những phần ngoại truyện khác
Vào ngày 30 tháng 7 năm 2018, có tin tức đưa rằng Fox đang phát triển một phần phim tiền truyện kể về nguồn gốc của nhân vật Jack Bauer trong những ngày đầu tiên làm Đặc vụ Liên bang khi còn trẻ. Hai đồng sáng lập là Joel Surnow và Robert Cochran được cho là cùng nhau kết hợp để viết kịch bản mới, và giám đốc sản xuất Howard Gordon được liên hệ để tham gia vào dự án cùng với Surnow và Cochran. Fox cũng đang phát triển một phần phim ngoại truyện tiềm năng khác và nó sẽ thuộc thể loại hình sự phá án. Vào tháng 2 năm 2019, Fox đã quyết định bỏ qua phần phim hình sự phá án, nhưng vẫn tiếp tục phát triển phần tiền truyện. Vào tháng 1 năm 2020, Fox xác nhận rằng họ cũng đã bỏ qua việc phát triển phần tiền truyện tiềm năng.

## Tác động và phản ứng

### Phản ứng

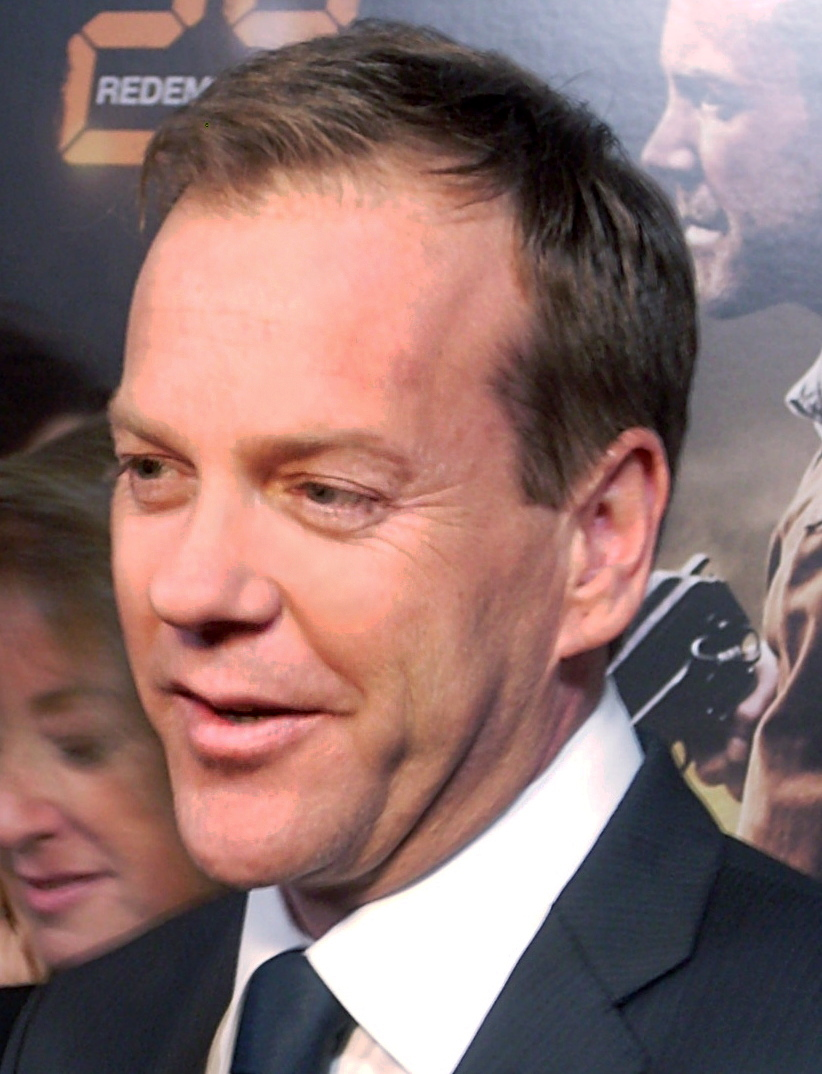
Kiefer Sutherland, ngôi sao chính của loạt phim, được giới phê bình khen ngợi khi vào vai Jack Bauer. Vai diễn đã giúp anh hồi sinh lại sự nghiệp diễn xuất của mình cũng như giành được nhiều giải thưởng quan trọng trong ngành giải trí.

Trong suốt quá trình phim chiếu, 24 thường xuyên được trích dẫn bởi các nhà phê bình là một trong những loạt phim hay nhất trên truyền hình. Phần 5 là phần được khen ngợi nhiều nhất trong loạt phim với hầu hết những đánh giá tích cực từ các nhà phê bình cũng như khán giả xem phim trên toàn cầu, với ba phần cuối cùng nhận được những đánh giá chung là thuận lợi. 24 cũng được coi là bước đột phá và sáng tạo trên truyền hình với việc Tạp chí Time nói rằng loạt phim tạo"xu hướng nối tiếp 'cùng' câu chuyện, bắt đầu với những bộ phim truyền hình trong thập niên 80 như Hill Street Blues & Wiseguy và tiếp tục với The West Wing & The Sopranos"lên một"đẳng cấp tiếp theo"và một nhà phê bình khác nói rằng:"Cảm thấy như chưa từng được xem một chương trình truyền hình nào hay đến như vậy trước đây". Việc sản xuất cũng như chất lượng của bộ phim thường được coi là"tốt hơn"so với hầu hết các phim khác. Bộ phim cũng được so sánh với các loạt phim cũ, điển hình như là The Perils of Pauline.
Chất lượng diễn xuất được đặc biệt khen ngợi bởi các nhà phê bình. Robert Bianco của tờ USA Today mô tả nam Diễn viên Kiefer Sutherland như là một phần không thể thiếu của loạt phim. Diễn xuất thể hiện chất"lãnh đạo"của nam Diễn viên Dennis Haysbert trong vai David Palmer đã được ca ngợi hết lời bởi các nhà phê bình, với một số người tin rằng nhân vật này đã giúp cho chiến dịch tranh cử của Tổng thống Barack Obama gặp nhiều thuận lợi. David Leonhart của tờ The New York Times ca ngợi vai diễn Tổng thống Charles Logan của Gregory Itzin, so sánh nhân vật của ông ấy với cựu Tổng thống Richard Nixon. The New York Times chỉ ra điểm đặc trưng trong chính quyền của Logan như là"nỗi sợ hãi tồi tệ nhất"của chính phủ. Vai diễn Đệ nhất Phu nhân Martha Logan của Jean Smart trong phần 5 hầu như được ca ngợi nhiệt liệt. Cảnh mở đầu của nhân vật (trong đó bà không hài lòng về kiểu tóc của mình và nhúng đầu vào bồn rửa mặt) được gọi là"màn nhân vật xuất hiện lần đầu tiên đáng nhớ nhất trong Lịch sử của loạt phim 24".
Các nhà phê bình cũng thường tỏ ra thất vọng bởi loạt phim lệ thuộc một phần vào những cốt truyện phụ yếu kém, cụ thể là việc Teri Bauer mất trí nhớ trong phần 1, cốt truyện của Kim Bauer trong phần 2 và cốt truyện của Dana Walsh trong phần 8. Những phần sau này thường bị chỉ trích vì tính chất cốt truyện ngày càng lạ lùng hoặc có tính lặp đi lặp lại và cái chết của các Diễn viên chính. Tập cuối của phần 1 được xem là một trong những tập hay nhất trong loạt phim bởi nhiều nhà phê bình và thường xuyên được trích dẫn là một trong những tập cuối hay nhất mọi thời đại trên truyền hình. Cái chết của Teri Bauer ở cuối phần 1 được TV Guide bình chọn là cái chết gây sốc thứ hai trong Lịch sử truyền hình.
Càng về sau này, 24 càng thu hút nhiều lời chỉ trích nặng nề đối với những màn tra tấn trong phim cũng như những vai diễn tiêu cực về người Hồi giáo. Việc sử dụng thường xuyên kịch bản về quả bom hẹn giờ đang chạy trong cốt truyện cũng như nhân vật chính Jack Bauer sử dụng tra tấn một cách bình thường, hiệu quả, chấp nhận được và hào nhoáng đã bị chỉ trích bởi các nhà hoạt động nhân quyền, các quan chức quân sự, và các chuyên gia phải đặt câu hỏi với các lo ngại tăng lên rằng các binh lính trẻ người Mỹ sẽ bắt chước thể hiện các kỹ thuật được thể hiện trong phim. Để đối phó với những mối quan tâm lo ngại, các Thành viên của quân đội Mỹ đã gặp gỡ với những người sáng lập loạt phim. Một phần là nhờ kết quả các cuộc thảo luận, và kháng cáo của quân đội đến những người sáng lập để họ giảm bớt các cảnh tra tấn kể từ khi nó có tác động đến quân đội Mỹ, nên những phần sau này có giảm bớt độ tàn bạo trong tra tấn.
Vấn đề tra tấn trong phim cũng đã được cựu Tổng thống Bill Clinton thảo luận, người đã tuyên bố rằng ông không cảm thấy có một vị trí trong chính sách của Mỹ về tra tấn, nhưng"nếu bạn là Jack Bauer, bạn sẽ làm bất cứ điều gì cần làm và nên chuẩn bị tinh thần để đón nhận hậu quả". Thẩm phán Tối cao Pháp viện Hoa Kỳ Antonin Scalia trong một cuộc thảo luận về Chủ nghĩa khủng bố, tra tấn và pháp luật cho rằng Canada đã"may mắn"không xem xét những gì Jack Bauer sẽ làm khi thiết lập chính sách. Ông trả lời báo cáo về việc biện hộ Bauer, cho rằng các quan chức thực thi pháp luật xứng đáng vĩ độ trong thời khắc khủng hoảng, và không có bồi thẩm đoàn nào sẽ kết tội Bauer trong những tình huống đó.
Việc sử dụng tra tấn và những vai diễn tiêu cực về người Hồi giáo ảnh hưởng đến quyết định của một số Diễn viên có ý định tham gia vào loạt phim. Janeane Garofalo, người thủ vai Janis Gold trong phần 7, ban đầu từ chối vai diễn vì những cảnh tra tấn, nhưng sau đó đã nhận vai này. Cô nói rằng:"Đang thất nghiệp và được tâng bốc bởi một số người muốn làm việc với tôi và ngoài sở trường của mình". Shohreh Aghdashloo, người thủ vai Dina Araz trong phần 4, ban đầu đã chần chừ về việc tham gia vào phim vì bà cảm thấy vai diễn về khủng bố Hồi giáo sẽ làm những người ủng hộ bà như một nhà hoạt động xa lánh, vì bà đã dành nhiều năm ở Iran ủng hộ quyền phụ nữ và chiến đấu chống lại người Mỹ gốc Hồi giáo. Tuy nhiên, bà đã nhận vai diễn này vì bà cảm thấy mọi người sẽ hiểu rằng phim chỉ là hư cấu.
Trong một cuộc phỏng vấn cho bộ phim truyền hình Homeland của mình, nhà sản xuất Howard Gordon đề cập đến ảnh hưởng của 24, mô tả nó như là"Kinh ngạc – tất cả mọi người từ Rush Limbaugh cho đến Bill Clinton đều sẽ nói về nó, và chúng tôi biết rằng họ là những người hâm mộ tuyệt vời của mình. Tôi đoán rằng mọi người sẽ sử dụng nó để tuyên truyền cho lý tưởng của mình. Bạn có biết, khi thẩm phán Scalia đề cập Jack Bauer, điều đó khiến tôi cảm thấy không hề thoải mái". Về chủ đề tra tấn và Islamophobia trong loạt phim, Gordon cho biết: "Tôi nghĩ rằng một trong những điều mà tất cả chúng tôi cảm thấy rất tự tin, mặc dù chúng tôi đã có một cuộc tranh luận mạnh mẽ đằng sau hậu trường, là ở vị trí chúng ta trung thành và kể chuyện tốt, và ở mức độ nào đó bạn giữ cho mình trách nhiệm cho những thứ như Islamophobia hoặc thúc đẩy chính sách tra tấn? Chỉ có điều chắc chắn rằng chúng tôi cần phải miêu tả chúng để làm cho nó ly kỳ, hấp dẫn, và thậm chí thực tế. Trong phần bốn, câu chuyện liên quan đến một gia đình Hồi giáo người Mỹ, người cha, người mẹ và cả đứa con trai cùng nằm trong âm mưu khủng bố. Nhưng có lẽ một năm rưỡi sau vụ 11/9, và trên xa lộ 405 có bảng điện tử khổng lồ mà tôi nghĩ đó là dòng chữ: "Họ có thể là cánh cửa tiếp theo". Các nhà viết kịch bản và sản xuất không tham gia vào chiến dịch đó, nhưng chúng tôi nhanh chóng chấm dứt nó và nhận ra sự nguy hiểm và có khả năng châm dầu vào lửa mà bộ phim có thể gây ra. Và chúng tôi nghĩ rằng nhận thức về điều đó đã thay đổi cách chúng ta tiếp cận bộ phim. Vì vậy, tôi đoán bạn có thể gọi nó là một sự hối tiếc, nhưng nó thật chất là một sự hiển linh.
Sau tập phim cuối cùng trong phần 8, báo Los Angeles Times mô tả loạt phim như là "một bài sử thi, với Jack Bauer trong vai Odysseus hoặc Beowulf, có nghĩa là anh ta cần phải được chiến đấu với quái vật, không nhất thiết phải là người phong nhã vì đã thực hiện một quyết định rất xấu nào đó". Các nhà phê bình nói rằng nhân vật phản diện Charles Logan tóm gọn lại tất cả những gì mà Jack và 24 đã chiến đấu và chống lại quá lâu: "tham nhũng chính trị và hèn nhát, tự đại và cuồng vọng, sự tàn nhẫn và ngu dốt". Một nhà phê bình cho BuddyTV nói rằng  "Tôi sẽ ghi nhớ di sản của 24 như là một bộ phim hành động đích thực, định nghĩa lại những gì mà truyền hình có thể làm và cung cấp khéo léo nhiều chi tiết 'thắt mở' hợp lý trong câu chuyện để gây sốc cho khán giả. Một trong những cái lớn nhất chính là tác động rất chân thực mà bộ phim ảnh hưởng lên chính sách đối ngoại của Mỹ". The New York Times nói thêm rằng: "24 sẽ sống mãi với thời gian và chắc chắn sẽ có trong lớp học và sách vở. Bộ phim sẽ giúp bài giảng chính trị của đất nước thêm sinh động theo một cách nào đó, một phần vì nó mang lại cho cuộc sống những mối đe dọa về quả bom hẹn giờ đã ám ảnh phe Cheney của chính phủ Mỹ trong những năm sau sự kiện 11/9". Bộ phim cũng được xếp hạng sáu trong danh sách các chương trình có đánh giá cao nhất do trang IMDb.com Pro bình chọn trong 10 năm đầu tiên (2002–2012).

### Tỷ lệ người xem
Bảng đánh giá xếp hạng từng phần được dựa trên số lượng người xem trung bình từng tập của 24 trên kênh truyền hình Fox. Hầu hết các mùa phim truyền hình trên các kênh phát sóng Mỹ bắt đầu từ giữa tháng 9 và kết thúc vào cuối tháng 5.
| Phần             | Phần    | Kênh phát sóng | Số tập | Thời gian chiếu (ET)  | Ngày khởi chiếu      | Ngày kết thúc        | Xếp hạng | Lượng khán giả (triệu) |
| ---------------- | ------- | -------------- | ------ | --------------------- | -------------------- | -------------------- | -------- | ---------------------- |
| 1                | 2001–02 | Fox            | 24     | Thứ ba lúc 9:00 tối   | 6 tháng 11 năm 2001  | 21 tháng 5 năm 2002  | 76       | 8.60                   |
| 2                | 2002–03 | Fox            | 24     | Thứ ba lúc 9:00 tối   | 29 tháng 10 năm 2002 | 20 tháng 5 năm 2003  | 36       | 11.73                  |
| 3                | 2003–04 | Fox            | 24     | Thứ ba lúc 9:00 tối   | 28 tháng 10 năm 2003 | 25 tháng 5 năm 2004  | 42       | 10.30                  |
| 4                | 2005    | Fox            | 24     | Thứ hai lúc 9:00 tối  | 9 tháng 1 năm 2005   | 23 tháng 5 năm 2005  | 29       | 11.90                  |
| 5                | 2006    | Fox            | 24     | Thứ hai lúc 9:00 tối  | 15 tháng 1 năm 2006  | 22 tháng 5 năm 2006  | 24       | 13.78                  |
| 6                | 2007    | Fox            | 24     | Thứ hai lúc 9:00 tối  | 14 tháng 1 năm 2007  | 21 tháng 5 năm 2007  | 27       | 13.00                  |
| Redemption       | 2008    | Fox            | 1      | Chủ nhật lúc 8:00 tối | 23 tháng 11 năm 2008 | 23 tháng 11 năm 2008 | 17       | 12.12                  |
| 7                | 2009    | Fox            | 24     | Thứ hai lúc 9:00 tối  | 11 tháng 1 năm 2009  | 18 tháng 5 năm 2009  | 20       | 12.62                  |
| 8                | 2010    | Fox            | 24     | Thứ hai lúc 9:00 tối  | 17 tháng 1 năm 2010  | 24 tháng 5 năm 2010  | 39       | 9.31                   |
| Live Another Day | 2014    | Fox            | 12     | Thứ hai lúc 9:00 tối  | 5 tháng 5 năm 2014   | 14 tháng 7 năm 2014  | N/A      | 6.33                   |

## Đề cử và giải thưởng
—Giám khảo của Viện phim Hoa Kỳ nói về 24 trong danh sách các phim truyền hình hay nhất năm 2005.
Loạt phim 24 đã được đề cử và giành được một số giải thưởng lớn, kể cả giải Emmy, Quả cầu vàng, và giải thưởng của Nghiệp đoàn Diễn viên Màn ảnh. Nó là một trong năm bộ phim truyền hình duy nhất (cùng với NYPD Blue, The West Wing, Breaking Bad và Homeland) cho đến nay giành được giải Emmy, Quả cầu vàng, và giải thưởng Satellite dành cho hạng mục "Phim truyền hình hay nhất".
Phim cũng được đề cử ở các hạng mục: Diễn xuất, đạo diễn, viết kịch bản, biên tập, âm thanh, Âm nhạc và điều phối viên đóng thế xuất sắc. Viện phim Mỹ liệt kê 24 vào danh sách 10 chương trình truyền hình hay nhất năm 2005.
Bộ phim đã nhận được 68 đề cử giải Emmy, với 20 chiến thắng. Nó nhận được đề cử cho hạng mục"Phim truyền hình xuất sắc nhất"từ năm 2002 đến 2005, và giành chiến thắng vào năm 2006. Kiefer Sutherland nhận được các đề cử vào các năm 2002, 2003, 2004, 2005, 2007, và 2009 (cho 24: Redemption) và cũng giành chiến thắng vào năm 2006. Joel Surnow và Robert Cochran chiến thắng hạng mục"Viết kịch bản xuất sắc nhất dành cho một bộ phim truyền hình"cho tập phim Pilot vào năm 2002. Nhà soạn nhạc Sean Callery nhận được 9 đề cử cho hạng mục"Biên soạn nhạc xuất sắc nhất cho phim truyền hình", được đề cử cho mỗi phần và tập 24: Redemption; Ông giành chiến thắng vào các năm 2003, 2006, và 2010.
Phần 5 của loạt phim là phần thành công nhất, nhận được mười hai đề cử Emmy với 5 chiến thắng, bao gồm các hạng mục Loạt phim truyền hình xuất sắc nhất và Nam Diễn viên chính xuất sắc nhất trong phim dành cho Kiefer Sutherland (sau khi được đề cử những năm trước). Jon Cassar giành chiến thắng hạng mục Đạo diễn xuất sắc nhất trong phim, Gregory Itzin và Jean Smart nhận được đề cử Nam Diễn viên/Nữ Diễn viên phụ xuất sắc nhất trong phim. Năm 2009, Cherry Jones giành chiến thắng ở hạng mục Nữ Diễn viên phụ xuất sắc nhất.
Bộ phim nhận được mười hai đề cử Quả cầu vàng với hai chiến thắng. Nó nhận được đề cử cho các hạng mục Phim truyền hình hay nhất vào các năm 2001, 2002, 2004, và 2006, giành chiến thắng tại lễ trao giải Quả cầu vàng năm 2003, và Kiefer Sutherland nhận được đề cử vào các năm 2002, 2003, 2005, 2006, 2008 (dành cho 24: Redemption), và giành chiến thắng năm 2001. Dennis Haysbert nhận được một đề cử dành cho hạng mục Vai diễn phụ xuất sắc nhất vào năm 2002.
Bộ phim nhận được 10 đề cử giải thưởng của Nghiệp đoàn Diễn viên Màn ảnh với 4 chiến thắng. Nó được đề cử dành cho hạng mục Dàn Diễn viên có diễn xuất ấn tượng nhất trong một bộ phim truyền hình vào các năm 2003, 2005, và 2007. Kiefer Sutherland được đề cử vào các năm 2003, 2004, 2005, 2006, 2007, cũng như giành chiến thắng vào các năm 2004 và 2006. Năm 2008, tạp chí điện ảnh Empire xếp hạng 24 đứng thứ sáu trong danh sách những chương trình truyền hình vĩ đại nhất mọi thời đại. Năm 2013, bộ phim đứng thứ 71 trong danh sách 101 kịch bản phim truyền hình hay nhất do Writers Guild of America bình chọn.

## Diễn viên và nhân vật

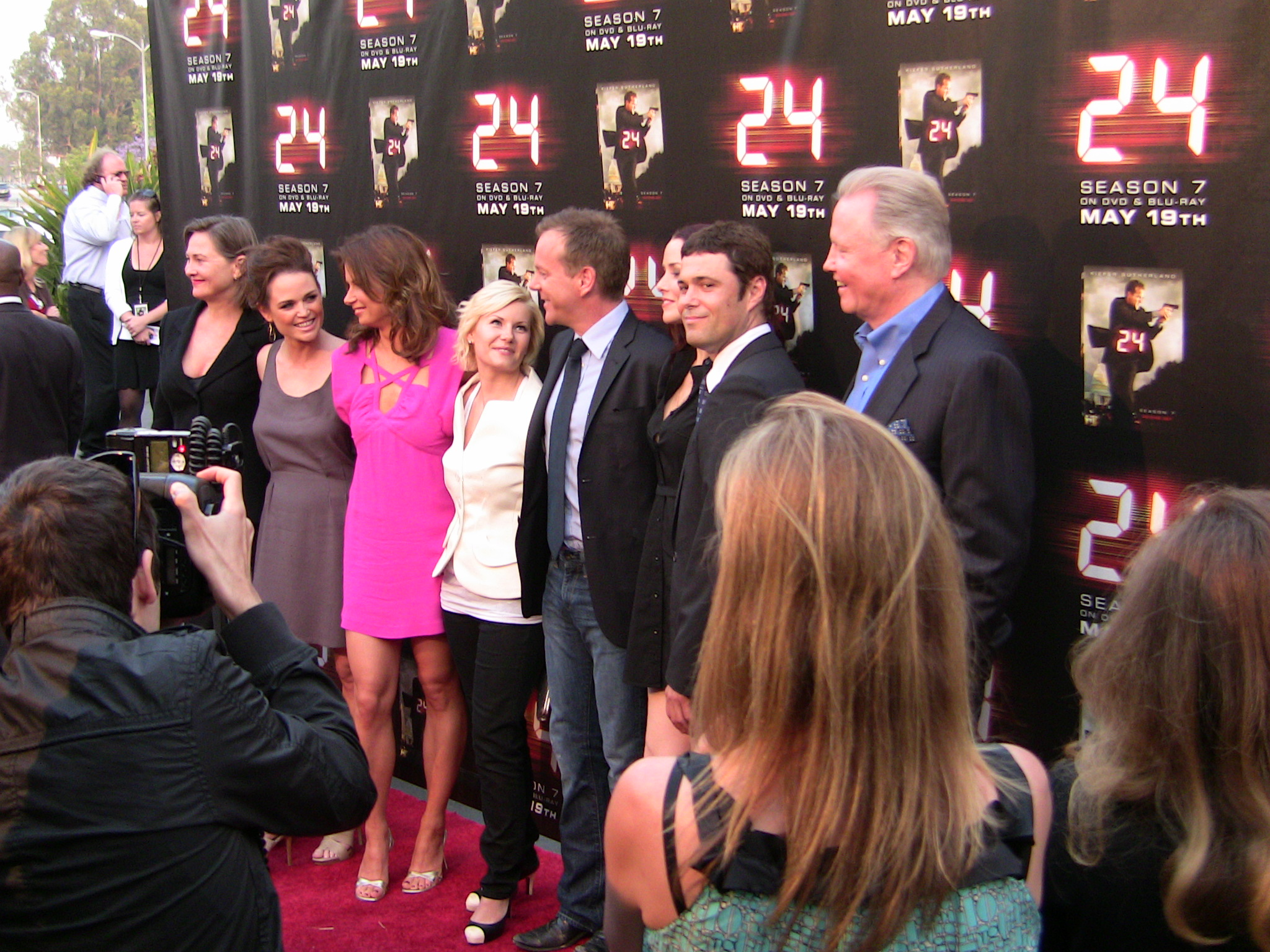
Dàn diễn viên trong phần 7 của 24

Bộ phim quy tụ một dàn fiễn viên hùng hậu, bao gồm có tổng cộng 47 diễn viên đã được ghi nhận là một phần trong dàn sao chính, qua tất cả tám phần, một tập Redemption, và phần Live Another Day.

### Tuyến nhân vật chủ chốt
- Chú thích:

      = Xuất hiện chính (có credit)
      = Xuất hiện định kỳ
      = Xuất hiện với tư cách khách mời
      = Xuất hiện với tư cách khách mời đặc biệt
| Diễn viên            | Nhân vật         | Phần Số tập xuất hiện | Phần Số tập xuất hiện | Phần Số tập xuất hiện | Phần Số tập xuất hiện | Phần Số tập xuất hiện | Phần Số tập xuất hiện | Phần Số tập xuất hiện | Phần Số tập xuất hiện | Phần Số tập xuất hiện | Phần Số tập xuất hiện | Tổng số tập |
| Diễn viên            | Nhân vật         | 1                     | 2                     | 3                     | 4                     | 5                     | 6                     | R                     | 7                     | 8                     | LAD                   | Tổng số tập |
| -------------------- | ---------------- | --------------------- | --------------------- | --------------------- | --------------------- | --------------------- | --------------------- | --------------------- | --------------------- | --------------------- | --------------------- | ----------- |
| Kiefer Sutherland    | Jack Bauer       | 24                    | 24                    | 24                    | 24                    | 24                    | 24                    | 1                     | 24                    | 24                    | 12                    | 205         |
| Leslie Hope          | Teri Bauer       | 24                    |                       |                       |                       |                       |                       |                       |                       |                       |                       | 24          |
| Elisha Cuthbert      | Kim Bauer        | 24                    | 22                    | 24                    |                       | 2                     |                       |                       | 5                     | 2                     |                       | 79          |
| Sarah Clarke         | Nina Myers       | 24                    | 6                     | 6                     |                       |                       |                       |                       |                       |                       |                       | 36          |
| Dennis Haysbert      | David Palmer     | 24                    | 24                    | 24                    | 6                     | 1                     |                       |                       |                       |                       |                       | 80          |
| Xander Berkeley      | George Mason     | 12                    | 15                    |                       |                       |                       |                       |                       |                       |                       |                       | 27          |
| Penny Johnson Jerald | Sherry Palmer    | 22                    | 13                    | 10                    |                       |                       |                       |                       |                       |                       |                       | 45          |
| Carlos Bernard       | Tony Almeida     | 23                    | 24                    | 24                    | 18                    | 6                     |                       |                       | 20                    |                       | 1                     | 115         |
| Reiko Aylesworth     | Michelle Dessler |                       | 24                    | 24                    | 13                    | 1                     |                       |                       |                       |                       |                       | 62          |
| Sarah Wynter         | Kate Warner      |                       | 24                    | 1                     |                       |                       |                       |                       |                       |                       |                       | 25          |
| Mary Lynn Rajskub    | Chloe O'Brian    |                       |                       | 24                    | 16                    | 24                    | 24                    |                       | 13                    | 24                    | 12                    | 137         |
| James Badge Dale     | Chase Edmunds    |                       |                       | 24                    |                       |                       |                       |                       |                       |                       |                       | 24          |
| Kim Raver            | Audrey Raines    |                       |                       |                       | 24                    | 23                    | 5                     |                       |                       |                       | 12                    | 64          |
| Alberta Watson       | Erin Driscoll    |                       |                       |                       | 12                    |                       |                       |                       |                       |                       |                       | 12          |
| Lana Parrilla        | Sarah Gavin      |                       |                       |                       | 12                    |                       |                       |                       |                       |                       |                       | 12          |
| Roger Cross          | Curtis Manning   |                       |                       |                       | 22                    | 19                    | 4                     |                       |                       |                       |                       | 44          |
| William Devane       | James Heller     |                       |                       |                       | 15                    | 3                     | 2                     |                       |                       |                       | 12                    | 32          |
| Gregory Itzin        | Charles Logan    |                       |                       |                       | 9                     | 23                    | 4                     |                       |                       | 8                     |                       | 45          |
| James Morrison       | Bill Buchanan    |                       |                       |                       | 10                    | 23                    | 21                    |                       | 10                    |                       |                       | 64          |
| Louis Lombardi       | Edgar Stiles     |                       |                       |                       | 24                    | 13                    |                       |                       |                       |                       |                       | 37          |
| Jean Smart           | Martha Logan     |                       |                       |                       |                       | 23                    | 1                     |                       |                       |                       |                       | 24          |
| D. B. Woodside       | Wayne Palmer     |                       |                       | 24                    |                       | 7                     | 17                    |                       |                       |                       |                       | 48          |
| Peter MacNicol       | Tom Lennox       |                       |                       |                       |                       |                       | 24                    | 1                     |                       |                       |                       | 25          |
| Jayne Atkinson       | Karen Hayes      |                       |                       |                       |                       | 12                    | 18                    |                       |                       |                       |                       | 30          |
| Carlo Rota           | Morris O'Brian   |                       |                       |                       |                       | 2                     | 24                    |                       | 3                     |                       |                       | 29          |
| Eric Balfour         | Milo Pressman    | 8                     |                       |                       |                       |                       | 19                    |                       |                       |                       |                       | 28          |
| Marisol Nichols      | Nadia Yassir     |                       |                       |                       |                       |                       | 24                    |                       |                       |                       |                       | 24          |
| Regina King          | Sandra Palmer    |                       |                       |                       |                       |                       | 9                     |                       |                       |                       |                       | 9           |
| Cherry Jones         | Allison Taylor   |                       |                       |                       |                       |                       |                       | 1                     | 23                    | 20                    |                       | 44          |
| Annie Wersching      | Renee Walker     |                       |                       |                       |                       |                       |                       |                       | 24                    | 13                    |                       | 37          |
| Colm Feore           | Henry Taylor     |                       |                       |                       |                       |                       |                       | 1                     | 12                    |                       |                       | 13          |
| Bob Gunton           | Ethan Kanin      |                       |                       |                       |                       |                       | 3                     | 1                     | 18                    | 10                    |                       | 32          |
| Jeffrey Nordling     | Larry Moss       |                       |                       |                       |                       |                       |                       |                       | 19                    |                       |                       | 19          |
| Rhys Coiro           | Sean Hillinger   |                       |                       |                       |                       |                       |                       |                       | 10                    |                       |                       | 10          |
| Janeane Garofalo     | Janis Gold       |                       |                       |                       |                       |                       |                       |                       | 21                    |                       |                       | 21          |
| Anil Kapoor          | Omar Hassan      |                       |                       |                       |                       |                       |                       |                       |                       | 15                    |                       | 15          |
| Katee Sackhoff       | Dana Walsh       |                       |                       |                       |                       |                       |                       |                       |                       | 20                    |                       | 20          |
| Mykelti Williamson   | Brian Hastings   |                       |                       |                       |                       |                       |                       |                       |                       | 17                    |                       | 17          |
| Chris Diamantopoulos | Rob Weiss        |                       |                       |                       |                       |                       |                       |                       |                       | 12                    |                       | 12          |
| John Boyd            | Arlo Glass       |                       |                       |                       |                       |                       |                       |                       |                       | 24                    |                       | 24          |
| Freddie Prinze, Jr.  | Cole Ortiz       |                       |                       |                       |                       |                       |                       |                       |                       | 24                    |                       | 24          |
| Yvonne Strahovski    | Kate Morgan      |                       |                       |                       |                       |                       |                       |                       |                       |                       | 12                    | 12          |
| Tate Donovan         | Mark Boudreau    |                       |                       |                       |                       |                       |                       |                       |                       |                       | 12                    | 12          |
| Gbenga Akinnagbe     | Erik Ritter      |                       |                       |                       |                       |                       |                       |                       |                       |                       | 11                    | 11          |
| Giles Matthey        | Jordan Reed      |                       |                       |                       |                       |                       |                       |                       |                       |                       | 9                     | 9           |
| Michael Wincott      | Adrian Cross     |                       |                       |                       |                       |                       |                       |                       |                       |                       | 10                    | 10          |
| Benjamin Bratt       | Steve Navarro    |                       |                       |                       |                       |                       |                       |                       |                       |                       | 10                    | 10          |

### Tuyến nhân vật phụ
| Diễn viên             | Nhân vật              | Xuất hiện       | Xuất hiện       | Xuất hiện       | Xuất hiện       | Xuất hiện       | Xuất hiện       | Xuất hiện       | Xuất hiện       | Xuất hiện       | Xuất hiện       | Xuất hiện   |
| Diễn viên             | Nhân vật              | 1               | 2               | 3               | 4               | 5               | 6               | R               | 7               | 8               | 9               | Tổng số tập |
| --------------------- | --------------------- | --------------- | --------------- | --------------- | --------------- | --------------- | --------------- | --------------- | --------------- | --------------- | --------------- | ----------- |
| Tanya Wright          | Patty Brooks          | 9               | Does not appear | Does not appear | Does not appear | Does not appear | Does not appear | Does not appear | Does not appear | Does not appear | Does not appear | 9           |
| Karina Arroyave       | Jamey Farrell         | 10              | Does not appear | Does not appear | Does not appear | Does not appear | Does not appear | Does not appear | Does not appear | Does not appear | Does not appear | 10          |
| Jacqui Maxwell        | Janet York            | 6               | Does not appear | Does not appear | Does not appear | Does not appear | Does not appear | Does not appear | Does not appear | Does not appear | Does not appear | 6           |
| Matthew Carey         | Dan Mounts            | 6               | Does not appear | Does not appear | Does not appear | Does not appear | Does not appear | Does not appear | Does not appear | Does not appear | Does not appear | 6           |
| Daniel Bess           | Rick Allen            | 18              | Does not appear | Does not appear | Does not appear | Does not appear | Does not appear | Does not appear | Does not appear | Does not appear | Does not appear | 18          |
| Mia Kirshner          | Mandy                 | 3               | 1               | Does not appear | 3               | Does not appear | Does not appear | Does not appear | Does not appear | Does not appear | Does not appear | 7           |
| Richard Burgi         | Kevin Carroll         | 11              | Does not appear | Does not appear | Does not appear | Does not appear | Does not appear | Does not appear | Does not appear | Does not appear | Does not appear | 11          |
| Michael Massee        | Ira Gaines            | 12              | Does not appear | Does not appear | Does not appear | Does not appear | Does not appear | Does not appear | Does not appear | Does not appear | Does not appear | 12          |
| Vicellous Shannon     | Keith Palmer          | 12              | 1               | Does not appear | Does not appear | Does not appear | Does not appear | Does not appear | Does not appear | Does not appear | Does not appear | 13          |
| Megalyn Echikunwoke   | Nicole Palmer         | 6               | Does not appear | Does not appear | Does not appear | Does not appear | Does not appear | Does not appear | Does not appear | Does not appear | Does not appear | 6           |
| Glenn Morshower       | Aaron Pierce          | 9               | 3               | 9               | 2               | 15              | 1               | Does not appear | 10              | Does not appear | Does not appear | 49          |
| Zach Grenier          | Carl Webb             | 9               | Does not appear | Does not appear | Does not appear | Does not appear | Does not appear | Does not appear | Does not appear | Does not appear | Does not appear | 9           |
| Jude Ciccolella       | Mike Novick           | 11              | 18              | Does not appear | 8               | 21              | Does not appear | Does not appear | Does not appear | Does not appear | Does not appear | 58          |
| Silas Weir Mitchell   | Eli Stram             | 6               | Does not appear | Does not appear | Does not appear | Does not appear | Does not appear | Does not appear | Does not appear | Does not appear | Does not appear | 6           |
| Željko Ivanek         | Andre Drazen          | 15              | Does not appear | Does not appear | Does not appear | Does not appear | Does not appear | Does not appear | Does not appear | Does not appear | Does not appear | 15          |
| Tamara Tunie          | Alberta Green         | 6               | Does not appear | Does not appear | Does not appear | Does not appear | Does not appear | Does not appear | Does not appear | Does not appear | Does not appear | 6           |
| Misha Collins         | Alexis Drazen         | 7               | Does not appear | Does not appear | Does not appear | Does not appear | Does not appear | Does not appear | Does not appear | Does not appear | Does not appear | 7           |
| Paul Schulze          | Ryan Chappelle        | 3               | 6               | 14              | Does not appear | Does not appear | Does not appear | Does not appear | Does not appear | Does not appear | Does not appear | 23          |
| Navi Rawat            | Melanie               | 6               | Does not appear | Does not appear | Does not appear | Does not appear | Does not appear | Does not appear | Does not appear | Does not appear | Does not appear | 6           |
| Lou Diamond Phillips  | Mark DeSalvo          | 2               | Does not appear | Does not appear | Does not appear | Does not appear | Does not appear | Does not appear | Does not appear | Does not appear | Does not appear | 2           |
| Dennis Hopper         | Victor Drazen         | 5               | Does not appear | Does not appear | Does not appear | Does not appear | Does not appear | Does not appear | Does not appear | Does not appear | Does not appear | 5           |
| Kara Zediker          | Elizabeth Nash        | 4               | Does not appear | Does not appear | Does not appear | Does not appear | Does not appear | Does not appear | Does not appear | Does not appear | Does not appear | 4           |
| Pauley Perrette       | Tanya                 | 2               | Does not appear | Does not appear | Does not appear | Does not appear | Does not appear | Does not appear | Does not appear | Does not appear | Does not appear | 2           |
| Skye McCole Bartusiak | Megan Matheson        | Does not appear | 8               | Does not appear | Does not appear | Does not appear | Does not appear | Does not appear | Does not appear | Does not appear | Does not appear | 8           |
| Billy Burke           | Gary Matheson         | Does not appear | 7               | Does not appear | Does not appear | Does not appear | Does not appear | Does not appear | Does not appear | Does not appear | Does not appear | 7           |
| Tamlyn Tomita         | Jenny Dodge           | Does not appear | 5               | Does not appear | Does not appear | Does not appear | Does not appear | Does not appear | Does not appear | Does not appear | Does not appear | 5           |
| Michelle Forbes       | Lynne Kresge          | Does not appear | 18              | Does not appear | Does not appear | Does not appear | Does not appear | Does not appear | Does not appear | Does not appear | Does not appear | 18          |
| Phillip Rhys          | Reza Naiyeer          | Does not appear | 10              | Does not appear | Does not appear | Does not appear | Does not appear | Does not appear | Does not appear | Does not appear | Does not appear | 10          |
| Laura Harris          | Marie Warner          | Does not appear | 14              | Does not appear | Does not appear | Does not appear | Does not appear | Does not appear | Does not appear | Does not appear | Does not appear | 14          |
| John Terry            | Bob Warner            | Does not appear | 12              | Does not appear | Does not appear | Does not appear | Does not appear | Does not appear | Does not appear | Does not appear | Does not appear | 12          |
| Marc Casabani         | Omar                  | Does not appear | 6               | Does not appear | Does not appear | Does not appear | Does not appear | Does not appear | Does not appear | Does not appear | Does not appear | 6           |
| John Eddins           | Richards              | Does not appear | 5               | Does not appear | Does not appear | Does not appear | Does not appear | Does not appear | Does not appear | Does not appear | Does not appear | 5           |
| Innis Casey           | Miguel                | Does not appear | 7               | Does not appear | Does not appear | Does not appear | Does not appear | Does not appear | Does not appear | Does not appear | Does not appear | 7           |
| Harris Yulin          | Roger Stanton         | Does not appear | 9               | Does not appear | Does not appear | Does not appear | Does not appear | Does not appear | Does not appear | Does not appear | Does not appear | 9           |
| Francesco Quinn       | Syed Ali              | Does not appear | 5               | Does not appear | Does not appear | Does not appear | Does not appear | Does not appear | Does not appear | Does not appear | Does not appear | 5           |
| Daniel Dae Kim        | Tom Baker             | Does not appear | 8               | 3               | Does not appear | Does not appear | Does not appear | Does not appear | Does not appear | Does not appear | Does not appear | 11          |
| Randle Mell           | Brad Hammond          | Does not appear | 2               | 3               | Does not appear | Does not appear | Does not appear | Does not appear | Does not appear | Does not appear | Does not appear | 5           |
| Lourdes Benedicto     | Carrie Turner         | Does not appear | 10              | Does not appear | Does not appear | Does not appear | Does not appear | Does not appear | Does not appear | Does not appear | Does not appear | 10          |
| Donnie Keshawarz      | Yusuf Auda            | Does not appear | 6               | Does not appear | Does not appear | Does not appear | Does not appear | Does not appear | Does not appear | Does not appear | Does not appear | 6           |
| Alan Dale             | James Prescott        | Does not appear | 7               | 1               | Does not appear | Does not appear | Does not appear | Does not appear | Does not appear | Does not appear | Does not appear | 8           |
| Eric Christian Olsen  | John Mason            | Does not appear | 1               | Does not appear | Does not appear | Does not appear | Does not appear | Does not appear | Does not appear | Does not appear | Does not appear | 1           |
| Joaquim de Almeida    | Ramon Salazar         | Does not appear | Does not appear | 12              | Does not appear | Does not appear | Does not appear | Does not appear | Does not appear | Does not appear | Does not appear | 12          |
| Christina Chang       | Sunny Macer           | Does not appear | Does not appear | 6               | Does not appear | Does not appear | Does not appear | Does not appear | 5               | Does not appear | Does not appear | 11          |
| Zachary Quinto        | Adam Kaufman          | Does not appear | Does not appear | 23              | Does not appear | Does not appear | Does not appear | Does not appear | Does not appear | Does not appear | Does not appear | 23          |
| Vincent Laresca       | Hector Salazar        | Does not appear | Does not appear | 12              | Does not appear | Does not appear | Does not appear | Does not appear | Does not appear | Does not appear | Does not appear | 12          |
| Vanessa Ferlito       | Claudia Hernandez     | Does not appear | Does not appear | 11              | Does not appear | Does not appear | Does not appear | Does not appear | Does not appear | Does not appear | Does not appear | 11          |
| Jesse Borrego         | Gael Ortega           | Does not appear | Does not appear | 14              | Does not appear | Does not appear | Does not appear | Does not appear | Does not appear | Does not appear | Does not appear | 14          |
| Riley Smith           | Kyle Singer           | Does not appear | Does not appear | 6               | Does not appear | Does not appear | Does not appear | Does not appear | Does not appear | Does not appear | Does not appear | 6           |
| Wendy Crewson         | Anne Packard          | Does not appear | Does not appear | 8               | Does not appear | Does not appear | Does not appear | Does not appear | Does not appear | Does not appear | Does not appear | 8           |
| Agnes Bruckner        | Linda                 | Does not appear | Does not appear | 5               | Does not appear | Does not appear | Does not appear | Does not appear | Does not appear | Does not appear | Does not appear | 5           |
| Geoff Pierson         | John Keeler           | Does not appear | Does not appear | 6               | 13              | Does not appear | Does not appear | Does not appear | Does not appear | Does not appear | Does not appear | 19          |
| Andrea Thompson       | Nicole Duncan         | Does not appear | Does not appear | 5               | Does not appear | Does not appear | Does not appear | Does not appear | Does not appear | Does not appear | Does not appear | 5           |
| Jamie McShane         | Gerry Whitehorn       | Does not appear | Does not appear | 6               | Does not appear | Does not appear | Does not appear | Does not appear | Does not appear | Does not appear | Does not appear | 6           |
| Greg Ellis            | Michael Amador        | Does not appear | Does not appear | 9               | Does not appear | Does not appear | Does not appear | Does not appear | Does not appear | Does not appear | Does not appear | 9           |
| Gina Torres           | Julia Milliken        | Does not appear | Does not appear | 7               | Does not appear | Does not appear | Does not appear | Does not appear | Does not appear | Does not appear | Does not appear | 7           |
| Lothaire Bluteau      | Marcus Alvers         | Does not appear | Does not appear | 5               | Does not appear | Does not appear | Does not appear | Does not appear | Does not appear | Does not appear | Does not appear | 5           |
| Butch Klein           | Eric Richards         | Does not appear | Does not appear | 5               | Does not appear | Does not appear | Does not appear | Does not appear | Does not appear | Does not appear | Does not appear | 5           |
| Paul Blackthorne      | Stephen Saunders      | Does not appear | Does not appear | 10              | Does not appear | Does not appear | Does not appear | Does not appear | Does not appear | Does not appear | Does not appear | 10          |
| Tony Todd             | Norris                | Does not appear | Does not appear | 1               | Does not appear | Does not appear | Does not appear | Does not appear | Does not appear | Does not appear | Does not appear | 5           |
| Tony Todd             | Tướng Benjamin Juma   | Does not appear | Does not appear | Does not appear | Does not appear | Does not appear | Does not appear | 1               | 3               | Does not appear | Does not appear | 5           |
| Alexandra Lydon       | Jane Saunders         | Does not appear | Does not appear | 5               | Does not appear | Does not appear | Does not appear | Does not appear | Does not appear | Does not appear | Does not appear | 5           |
| Nestor Serrano        | Navi Araz             | Does not appear | Does not appear | Does not appear | 10              | Does not appear | Does not appear | Does not appear | Does not appear | Does not appear | Does not appear | 10          |
| Shohreh Aghdashloo    | Dina Araz             | Does not appear | Does not appear | Does not appear | 12              | Does not appear | Does not appear | Does not appear | Does not appear | Does not appear | Does not appear | 12          |
| Jonathan Ahdout       | Behrooz Araz          | Does not appear | Does not appear | Does not appear | 12              | Does not appear | Does not appear | Does not appear | Does not appear | Does not appear | Does not appear | 12          |
| Logan Marshall-Green  | Richard Heller        | Does not appear | Does not appear | Does not appear | 6               | Does not appear | Does not appear | Does not appear | Does not appear | Does not appear | Does not appear | 6           |
| Anil Kumar            | Kalil Hasan           | Does not appear | Does not appear | Does not appear | 5               | Does not appear | Does not appear | Does not appear | Does not appear | Does not appear | Does not appear | 5           |
| James Frain           | Paul Raines           | Does not appear | Does not appear | Does not appear | 10              | Does not appear | Does not appear | Does not appear | Does not appear | Does not appear | Does not appear | 10          |
| Tony Plana            | Omar                  | Does not appear | Does not appear | Does not appear | 5               | Does not appear | Does not appear | Does not appear | Does not appear | Does not appear | Does not appear | 5           |
| Leighton Meester      | Debbie Pendleton      | Does not appear | Does not appear | Does not appear | 5               | Does not appear | Does not appear | Does not appear | Does not appear | Does not appear | Does not appear | 5           |
| Aisha Tyler           | Marianne Taylor       | Does not appear | Does not appear | Does not appear | 8               | Does not appear | Does not appear | Does not appear | Does not appear | Does not appear | Does not appear | 8           |
| Angela Goethals       | Maya Driscoll         | Does not appear | Does not appear | Does not appear | 5               | Does not appear | Does not appear | Does not appear | Does not appear | Does not appear | Does not appear | 5           |
| Robertson Dean        | Henry Powell          | Does not appear | Does not appear | Does not appear | 6               | Does not appear | Does not appear | Does not appear | Does not appear | Does not appear | Does not appear | 6           |
| Arnold Vosloo         | Habib Marwan          | Does not appear | Does not appear | Does not appear | 17              | Does not appear | Does not appear | Does not appear | Does not appear | Does not appear | Does not appear | 17          |
| Thomas Vincent Kelly  | Marc Besson           | Does not appear | Does not appear | Does not appear | 5               | 3               | Does not appear | Does not appear | Does not appear | Does not appear | Does not appear | 8           |
| Navid Negahban        | Abdullah              | Does not appear | Does not appear | Does not appear | 1               | Does not appear | Does not appear | Does not appear | Does not appear | Does not appear | Does not appear | 9           |
| Navid Negahban        | Jamot                 | Does not appear | Does not appear | Does not appear | Does not appear | Does not appear | Does not appear | Does not appear | Does not appear | 8               | Does not appear | 9           |
| John Allen Nelson     | Walt Cummings         | Does not appear | Does not appear | Does not appear | 4               | 7               | Does not appear | Does not appear | Does not appear | Does not appear | Does not appear | 11          |
| Tzi Ma                | Cheng Zhi             | Does not appear | Does not appear | Does not appear | 2               | 1               | 9               | Does not appear | Does not appear | Does not appear | 3               | 15          |
| Jonah Lotan           | Spenser Wolff         | Does not appear | Does not appear | Does not appear | Does not appear | 6               | Does not appear | Does not appear | Does not appear | Does not appear | Does not appear | 6           |
| Connie Britton        | Diane Huxley          | Does not appear | Does not appear | Does not appear | Does not appear | 6               | Does not appear | Does not appear | Does not appear | Does not appear | Does not appear | 6           |
| Brady Corbet          | Derek Huxley          | Does not appear | Does not appear | Does not appear | Does not appear | 6               | Does not appear | Does not appear | Does not appear | Does not appear | Does not appear | 6           |
| Sandrine Holt         | Evelyn Martin         | Does not appear | Does not appear | Does not appear | Does not appear | 10              | Does not appear | Does not appear | Does not appear | Does not appear | Does not appear | 10          |
| Geraint Wyn Davies    | James Nathanson       | Does not appear | Does not appear | Does not appear | Does not appear | 6               | Does not appear | Does not appear | Does not appear | Does not appear | Does not appear | 6           |
| Nick Jameson          | Yuri Suvarov          | Does not appear | Does not appear | Does not appear | Does not appear | 6               | 6               | Does not appear | Does not appear | 3               | Does not appear | 15          |
| Kathleen Gati         | Anya Suvarov          | Does not appear | Does not appear | Does not appear | Does not appear | 5               | 1               | Does not appear | Does not appear | Does not appear | Does not appear | 6           |
| Mark Sheppard         | Ivan Erwich           | Does not appear | Does not appear | Does not appear | Does not appear | 6               | Does not appear | Does not appear | Does not appear | Does not appear | Does not appear | 6           |
| Robert Maffia         | Andrei                | Does not appear | Does not appear | Does not appear | Does not appear | 6               | Does not appear | Does not appear | Does not appear | Does not appear | Does not appear | 6           |
| Sean Astin            | Lynn McGill           | Does not appear | Does not appear | Does not appear | Does not appear | 10              | Does not appear | Does not appear | Does not appear | Does not appear | Does not appear | 10          |
| Julian Sands          | Vladimir Bierko       | Does not appear | Does not appear | Does not appear | Does not appear | 11              | Does not appear | Does not appear | Does not appear | Does not appear | Does not appear | 11          |
| Peter Weller          | Christopher Henderson | Does not appear | Does not appear | Does not appear | Does not appear | 11              | Does not appear | Does not appear | Does not appear | Does not appear | Does not appear | 11          |
| Ray Wise              | Hal Gardner           | Does not appear | Does not appear | Does not appear | Does not appear | 6               | Does not appear | Does not appear | Does not appear | Does not appear | Does not appear | 6           |
| Kate Mara             | Shari Rothenberg      | Does not appear | Does not appear | Does not appear | Does not appear | 5               | Does not appear | Does not appear | Does not appear | Does not appear | Does not appear | 5           |
| Paul McCrane          | Graem Bauer           | Does not appear | Does not appear | Does not appear | Does not appear | 5               | 3               | Does not appear | Does not appear | Does not appear | Does not appear | 8           |
| Stana Katic           | Collette Stenger      | Does not appear | Does not appear | Does not appear | Does not appear | 3               | Does not appear | Does not appear | Does not appear | Does not appear | Does not appear | 3           |
| Stephen Spinella      | Miles Papazian        | Does not appear | Does not appear | Does not appear | Does not appear | 10              | Does not appear | Does not appear | Does not appear | Does not appear | Does not appear | 10          |
| Henry Ian Cusick      | Theo Stoller          | Does not appear | Does not appear | Does not appear | Does not appear | 2               | Does not appear | Does not appear | Does not appear | Does not appear | Does not appear | 2           |
| Angela Sarafyan       | Inessa Kovalevsky     | Does not appear | Does not appear | Does not appear | Does not appear | 1               | Does not appear | Does not appear | Does not appear | Does not appear | Does not appear | 1           |
| Adoni Maropis         | Abu Fayed             | Does not appear | Does not appear | Does not appear | Does not appear | Does not appear | 15              | Does not appear | Does not appear | Does not appear | Does not appear | 15          |
| Alexander Siddig      | Hamri Al-Assad        | Does not appear | Does not appear | Does not appear | Does not appear | Does not appear | 7               | Does not appear | Does not appear | Does not appear | Does not appear | 7           |
| Harry Lennix          | Walid Al-Rezani       | Does not appear | Does not appear | Does not appear | Does not appear | Does not appear | 6               | Does not appear | Does not appear | Does not appear | Does not appear | 6           |
| Ryan Cutrona          | Đô đốc John Smith     | Does not appear | Does not appear | Does not appear | Does not appear | Does not appear | 5               | Does not appear | 6               | 1               | Does not appear | 12          |
| Rena Sofer            | Marilyn Bauer         | Does not appear | Does not appear | Does not appear | Does not appear | Does not appear | 12              | Does not appear | Does not appear | Does not appear | Does not appear | 12          |
| Evan Ellingson        | Josh Bauer            | Does not appear | Does not appear | Does not appear | Does not appear | Does not appear | 10              | Does not appear | Does not appear | Does not appear | Does not appear | 10          |
| Chad Lowe             | Reed Pollock          | Does not appear | Does not appear | Does not appear | Does not appear | Does not appear | 8               | Does not appear | Does not appear | Does not appear | Does not appear | 8           |
| James Cromwell        | Phillip Bauer         | Does not appear | Does not appear | Does not appear | Does not appear | Does not appear | 8               | Does not appear | Does not appear | Does not appear | Does not appear | 8           |
| Powers Boothe         | Noah Daniels          | Does not appear | Does not appear | Does not appear | Does not appear | Does not appear | 14              | 1               | Does not appear | Does not appear | Does not appear | 15          |
| Lex Cassar            | Ryan                  | Does not appear | Does not appear | Does not appear | Does not appear | Does not appear | 11              | Does not appear | Does not appear | Does not appear | Does not appear | 11          |
| Rade Serbedzija       | Dmitri Gredenko       | Does not appear | Does not appear | Does not appear | Does not appear | Does not appear | 8               | Does not appear | Does not appear | Does not appear | Does not appear | 8           |
| Dylan Kenin           | Victor                | Does not appear | Does not appear | Does not appear | Does not appear | Does not appear | 5               | Does not appear | Does not appear | Does not appear | Does not appear | 5           |
| Kari Matchett         | Lisa Miller           | Does not appear | Does not appear | Does not appear | Does not appear | Does not appear | 10              | Does not appear | Does not appear | Does not appear | Does not appear | 10          |
| Ricky Schroder        | Mike Doyle            | Does not appear | Does not appear | Does not appear | Does not appear | Does not appear | 12              | Does not appear | Does not appear | Does not appear | Does not appear | 12          |
| Hakeem Kae-Kazim      | Ike Dubaku            | Does not appear | Does not appear | Does not appear | Does not appear | Does not appear | Does not appear | 1               | 9               | Does not appear | Does not appear | 10          |
| Robert Carlyle        | Carl Benton           | Does not appear | Does not appear | Does not appear | Does not appear | Does not appear | Does not appear | 1               | Does not appear | Does not appear | Does not appear | 1           |
| Jon Voight            | Jonas Hodges          | Does not appear | Does not appear | Does not appear | Does not appear | Does not appear | Does not appear | 1               | 10              | Does not appear | Does not appear | 11          |
| Mark Aiken            | Nichols               | Does not appear | Does not appear | Does not appear | Does not appear | Does not appear | Does not appear | 1               | 5               | Does not appear | Does not appear | 6           |
| Isaach de Bankolé     | Ule Matobo            | Does not appear | Does not appear | Does not appear | Does not appear | Does not appear | Does not appear | 1               | 6               | Does not appear | Does not appear | 7           |
| Carly Pope            | Samantha Roth         | Does not appear | Does not appear | Does not appear | Does not appear | Does not appear | Does not appear | 1               | 6               | Does not appear | Does not appear | 7           |
| Mark Kiely            | Edward Vossler        | Does not appear | Does not appear | Does not appear | Does not appear | Does not appear | Does not appear | 1               | 4               | Does not appear | Does not appear | 5           |
| Kurtwood Smith        | Blaine Mayer          | Does not appear | Does not appear | Does not appear | Does not appear | Does not appear | Does not appear | 7               | Does not appear | Does not appear | Does not appear | 7           |
| Warren Kole           | Brian Gedge           | Does not appear | Does not appear | Does not appear | Does not appear | Does not appear | Does not appear | Does not appear | 7               | Does not appear | Does not appear | 7           |
| Frank John Hughes     | Tim Woods             | Does not appear | Does not appear | Does not appear | Does not appear | Does not appear | Does not appear | Does not appear | 17              | 8               | Does not appear | 25          |
| Lesley Fera           | Angela Nelson         | Does not appear | Does not appear | Does not appear | Does not appear | Does not appear | Does not appear | Does not appear | 4               | 2               | Does not appear | 6           |
| Peter Wingfield       | David Emerson         | Does not appear | Does not appear | Does not appear | Does not appear | Does not appear | Does not appear | Does not appear | 5               | Does not appear | Does not appear | 5           |
| Ever Carradine        | Erika                 | Does not appear | Does not appear | Does not appear | Does not appear | Does not appear | Does not appear | Does not appear | 5               | Does not appear | Does not appear | 5           |
| Sprague Grayden       | Olivia Taylor         | Does not appear | Does not appear | Does not appear | Does not appear | Does not appear | Does not appear | Does not appear | 14              | Does not appear | Does not appear | 14          |
| Rory Cochrane         | Greg Seaton           | Does not appear | Does not appear | Does not appear | Does not appear | Does not appear | Does not appear | Does not appear | 7               | Does not appear | Does not appear | 7           |
| Amy Price-Francis     | Cara Bowden           | Does not appear | Does not appear | Does not appear | Does not appear | Does not appear | Does not appear | Does not appear | 6               | Does not appear | Does not appear | 6           |
| Will Patton           | Alan Wilson           | Does not appear | Does not appear | Does not appear | Does not appear | Does not appear | Does not appear | Does not appear | 5               | Does not appear | Does not appear | 5           |
| Akbar Kurtha          | Farhad Hassan         | Does not appear | Does not appear | Does not appear | Does not appear | Does not appear | Does not appear | Does not appear | Does not appear | 8               | Does not appear | 8           |
| Jennifer Westfeldt    | Meredith Reed         | Does not appear | Does not appear | Does not appear | Does not appear | Does not appear | Does not appear | Does not appear | Does not appear | 6               | Does not appear | 6           |
| Necar Zadegan         | Dalia Hassan          | Does not appear | Does not appear | Does not appear | Does not appear | Does not appear | Does not appear | Does not appear | Does not appear | 20              | Does not appear | 20          |
| Nazneen Contractor    | Kayla Hassan          | Does not appear | Does not appear | Does not appear | Does not appear | Does not appear | Does not appear | Does not appear | Does not appear | 21              | Does not appear | 21          |
| Clayne Crawford       | Kevin Wade            | Does not appear | Does not appear | Does not appear | Does not appear | Does not appear | Does not appear | Does not appear | Does not appear | 9               | Does not appear | 9           |
| TJ Ramini             | Tarin Faroush         | Does not appear | Does not appear | Does not appear | Does not appear | Does not appear | Does not appear | Does not appear | Does not appear | 11              | Does not appear | 11          |
| Jürgen Prochnow       | Sergei Bazhaev        | Does not appear | Does not appear | Does not appear | Does not appear | Does not appear | Does not appear | Does not appear | Does not appear | 7               | Does not appear | 7           |
| David Anders          | Josef Bazhaev         | Does not appear | Does not appear | Does not appear | Does not appear | Does not appear | Does not appear | Does not appear | Does not appear | 6               | Does not appear | 6           |
| Michael Filipowich    | Nick Coughlin         | Does not appear | Does not appear | Does not appear | Does not appear | Does not appear | Does not appear | Does not appear | Does not appear | 6               | Does not appear | 6           |
| Callum Keith Rennie   | Vladimir Laitanan     | Does not appear | Does not appear | Does not appear | Does not appear | Does not appear | Does not appear | Does not appear | Does not appear | 3               | Does not appear | 3           |
| Hrach Titizian        | Nabeel                | Does not appear | Does not appear | Does not appear | Does not appear | Does not appear | Does not appear | Does not appear | Does not appear | 6               | Does not appear | 6           |
| Mido Hamada           | Samir Mehran          | Does not appear | Does not appear | Does not appear | Does not appear | Does not appear | Does not appear | Does not appear | Does not appear | 10              | Does not appear | 10          |
| Julian Morris         | Owen                  | Does not appear | Does not appear | Does not appear | Does not appear | Does not appear | Does not appear | Does not appear | Does not appear | 6               | Does not appear | 6           |
| Rami Malek            | Marcos Al-Zacar       | Does not appear | Does not appear | Does not appear | Does not appear | Does not appear | Does not appear | Does not appear | Does not appear | 3               | Does not appear | 3           |
| Mare Winningham       | Elaine Al-Zacar       | Does not appear | Does not appear | Does not appear | Does not appear | Does not appear | Does not appear | Does not appear | Does not appear | 2               | Does not appear | 2           |
| Sarah Hollis          | Susan                 | Does not appear | Does not appear | Does not appear | Does not appear | Does not appear | Does not appear | Does not appear | Does not appear | 10              | Does not appear | 10          |
| Graham McTavish       | Mikhail Novakovich    | Does not appear | Does not appear | Does not appear | Does not appear | Does not appear | Does not appear | Does not appear | Does not appear | 7               | Does not appear | 7           |
| Reed Diamond          | Jason Pillar          | Does not appear | Does not appear | Does not appear | Does not appear | Does not appear | Does not appear | Does not appear | Does not appear | 8               | Does not appear | 8           |
| Michael Madsen        | Jim Ricker            | Does not appear | Does not appear | Does not appear | Does not appear | Does not appear | Does not appear | Does not appear | Does not appear | 4               | Does not appear | 4           |
| Julie Claire          | Eden Linley           | Does not appear | Does not appear | Does not appear | Does not appear | Does not appear | Does not appear | Does not appear | Does not appear | 5               | Does not appear | 5           |
| Eriq La Salle         | Tổng thư ký LHQ       | Does not appear | Does not appear | Does not appear | Does not appear | Does not appear | Does not appear | Does not appear | Does not appear | 2               | Does not appear | 2           |
| Christina Chong       | Mariana               | Does not appear | Does not appear | Does not appear | Does not appear | Does not appear | Does not appear | Does not appear | Does not appear | Does not appear | 5               | 5           |
| Colin Salmon          | Tướng Coburn          | Does not appear | Does not appear | Does not appear | Does not appear | Does not appear | Does not appear | Does not appear | Does not appear | Does not appear | 7               | 7           |
| Ross McCall           | Ron Clark             | Does not appear | Does not appear | Does not appear | Does not appear | Does not appear | Does not appear | Does not appear | Does not appear | Does not appear | 9               | 9           |
| Branko Tomović        | Belcheck              | Does not appear | Does not appear | Does not appear | Does not appear | Does not appear | Does not appear | Does not appear | Does not appear | Does not appear | 9               | 9           |
| James Allenby-Kirk    | Stosh                 | Does not appear | Does not appear | Does not appear | Does not appear | Does not appear | Does not appear | Does not appear | Does not appear | Does not appear | 7               | 7           |
| Mandeep Dhillon       | Chell                 | Does not appear | Does not appear | Does not appear | Does not appear | Does not appear | Does not appear | Does not appear | Does not appear | Does not appear | 7               | 7           |
| Charles Furness       | Pete                  | Does not appear | Does not appear | Does not appear | Does not appear | Does not appear | Does not appear | Does not appear | Does not appear | Does not appear | 6               | 6           |
| Emily Berrington      | Simone Al-Harazi      | Does not appear | Does not appear | Does not appear | Does not appear | Does not appear | Does not appear | Does not appear | Does not appear | Does not appear | 7               | 7           |
| Michelle Fairley      | Margot Al-Harazi      | Does not appear | Does not appear | Does not appear | Does not appear | Does not appear | Does not appear | Does not appear | Does not appear | Does not appear | 8               | 8           |
| Stephen Fry           | Alastair Davies       | Does not appear | Does not appear | Does not appear | Does not appear | Does not appear | Does not appear | Does not appear | Does not appear | Does not appear | 8               | 8           |
| Liam Garrigan         | Ian Al-Harazi         | Does not appear | Does not appear | Does not appear | Does not appear | Does not appear | Does not appear | Does not appear | Does not appear | Does not appear | 7               | 7           |
| Miranda Raison        | Caroline Fowlds       | Does not appear | Does not appear | Does not appear | Does not appear | Does not appear | Does not appear | Does not appear | Does not appear | Does not appear | 6               | 6           |
| Stanley Townsend      | Anatol Stolnavich     | Does not appear | Does not appear | Does not appear | Does not appear | Does not appear | Does not appear | Does not appear | Does not appear | Does not appear | 5               | 5           |
| Adam Sinclair         | Gavin Leonard         | Does not appear | Does not appear | Does not appear | Does not appear | Does not appear | Does not appear | Does not appear | Does not appear | Does not appear | 6               | 6           |

## Phân phối
| Phát hành DVD | Phát hành DVD    | Số tập        | Năm phát sóng | Ngày phát hành       | Ngày phát hành       | Ngày phát hành       |
| Phát hành DVD | Phát hành DVD    | Số tập        | Năm phát sóng | Vùng 1               | Vùng 2               | Vùng 4               |
| ------------- | ---------------- | ------------- | ------------- | -------------------- | -------------------- | -------------------- |
|               | Phần Một         | 24            | 2001–02       | 17 tháng 9 năm 2002  | 14 tháng 10 năm 2002 | tháng 12 năm 2002    |
|               |                  |               |               |                      |                      |                      |
|               | Phần Hai         | 24            | 2002–03       | 9 tháng 9 năm 2003   | 11 tháng 8 năm 2003  | tháng 9 năm 2003     |
|               |                  |               |               |                      |                      |                      |
|               | Phần Ba          | 24            | 2003–04       | 7 tháng 12 năm 2004  | 9 tháng 8 năm 2004   | tháng 9 năm 2004     |
|               |                  |               |               |                      |                      |                      |
|               | Phần Bốn         | 24            | 2005          | 6 tháng 12 năm 2005  | 8 tháng 8 năm 2005   | tháng 11 năm 2005    |
|               |                  |               |               |                      |                      |                      |
|               | Phần Năm         | 24            | 2006          | 5 tháng 12 năm 2006  | 6 tháng 11 năm 2006  | 6 tháng 12 năm 2006  |
|               |                  |               |               |                      |                      |                      |
|               | Phần Sáu         | 24            | 2007          | 4 tháng 12 năm 2007  | 1 tháng 10 năm 2007  | 19 tháng 9 năm 2007  |
|               |                  |               |               |                      |                      |                      |
|               | Redemption       | 1 (Hai tiếng) | 2008          | 25 tháng 11 năm 2008 | 1 tháng 12 năm 2008  | 11 tháng 2 năm 2009  |
|               |                  |               |               |                      |                      |                      |
|               | Phần Bảy         | 24            | 2009          | 19 tháng 5 năm 2009  | 19 tháng 10 năm 2009 | 11 tháng 11 năm 2009 |
|               |                  |               |               |                      |                      |                      |
|               | Phần Tám         | 24            | 2010          | 14 tháng 12 năm 2010 | 8 tháng 11 năm 2010  | 1 tháng 12 năm 2010  |
|               |                  |               |               |                      |                      |                      |
|               | Live Another Day | 12            | 2014          | 30 tháng 9 năm 2014  | 6 tháng 10 năm 2014  | 1 tháng 10 năm 2014  |

## Các phiên bản chuyển thể

### Ấn Độ
Trong tháng 11 năm 2011, Diễn viên Anil Kapoor đã mua lại bản quyền của 24 để thực hiện một phiên bản truyền hình Ấn Độ. Kapoor, người đóng vai Omar Hassan trong phần 8 của loạt phim gốc, vào vai chính Jai Singh Rathod trong phiên bản Hindi, nhân vật được dựa theo Jack Bauer, cũng như làm nhà sản xuất phim. Bộ phim ra mắt tại Ấn Độ trên kênh truyền hình Colors vào ngày 4 tháng 10 năm 2013.

### Nhật Bản
Một phiên bản chuyển thể của Nhật dựa theo loạt phim 24 được lên sóng vào năm 2020 trên kênh truyền hình TV Asahi.